# Charles Tillon
Charles Joseph Tillon (ur. 3 lipca 1897 w Rennes, zm. 13 stycznia 1993 w Marsylii) – francuski robotnik, działacz związków zawodowych, polityk komunistyczny i pisarz, jeden z przywódców francuskiego Ruchu Oporu podczas II wojny światowej.

## Życiorys
Wczesne dzieciństwo spędził z babcią ze strony ojca w Saint-Grégoire, w Rennes kształcił się zawodowo na metalurga znajdując po 1913 pracę jako monter. W czasie I wojny światowej odbył służbę wojskową w Marynarce Narodowej jako członek załogi krążownika "Guichen". W 1919 był jednym z przywódców pokładowego buntu przeciwko użyciu jednostki w walce z bolszewikami w rosyjskiej wojnie domowej, za co został skazany na 5 lat pozbawienia wolności. Na mocy amnestii Tillon opuścił więzienie w 1921, jako monter został zatrudniony w Nantes. Wstąpił tam do Powszechnej Konfederacji Pracy i Partii Komunistycznej (PC), stając się następnie jednym z współzałożycieli Zjednoczonej Powszechnej Konfederacji Pracy (odłam CGT powiązany z PC). W 1925 został wybrany na radnego gminy Douarnenez, jego kariera polityczna nabrała tempa w 1932, gdy został wybrany do Komitetu Centralnego PC, zaś już w 1936 został wybrany deputowanym do Zgromadzenia Narodowego z departamentu Sekwana.
Po delegalizacji Partii Komunistycznej Charles Tillon został pozbawiony mandatu oraz zaocznie skazany na pięć lat pozbawienia wolności i praw obywatelskich za szerzenie propagandy III Międzynarodówki. W przeciwieństwie do pozostałych członków głównego kręgu władz partyjnych (min. Sekretarza Generalnego KC PC Jacques’a Duclosa) sprzeciwił się dyrektywie Kominternu w sprawie zachowania przez partie komunistyczne w Europie neutralności wobec wojny III Rzeszy z Aliantami, której przyczyną był pakt Ribbentrop-Mołotow. W odpowiedzi na wygłoszoną przez Marsz. Philippe’a Pétaina 17 czerwca 1940 zapowiedź kapitulacji, w Bordeaux sformował on pisemny apel do narodu francuskiego, wzywając do oporu przeciwko reprezentowanemu przez Niemcy i Włochy faszyzmowi oraz rządowi Petaina, ale nie w sojuszu z Wielką Brytanią jako państwem monarchistycznym i kapitalistycznym.
W końcu 1940 nawiązał kontakt z Benoîtem Frachonem odnawiając tym samym kontakty z zakonspirowaną Partią Komunistyczną. Po ataku Hitlera na Związek Radziecki środowisko komunistów francuskich oficjalnie przystąpiło do Ruchu Oporu, Komitet Centralny powierzył Tillonowi tworzenie oddziałów wojskowych partii – Organizacji Specjalnej Walki (OS) i Batalionów Młodzieży. W marcu 1942 został on Komendantem Krajowym Wolnych Strzelców i Partyzantów (FTP) – zbrojnego ramienia partii, które w ramach Frontu Narodowego zdecydowano się otworzyć na ludzi z różnych środowisk politycznych (głównie lewicowych) nie ograniczając ich jedynie do komunistów. FTP dzielili się na część złożoną z Francuzów (Wolni Strzelcy i Partyzanci Francuscy – FTPF) i obcokrajowców (Imigrancka Siła Robocza – FTP-MOI). Jednocześnie umocniła się pozycja Tillona w centralnych kręgach partyjnych, dzięki czemu stał się drugą po Duclosie najważniejszą osobą w PCF. W wyniku unifikacji Ruchu Oporu w lutym 1944 powstały Francuskie Siły Wewnętrzne (FFI) – jednolita organizacja skupiająca wszystkie ruchy i siatki podziemia – w których skład weszły także FTP. Z powodu zachowania przezeń autonomii Tillon zachował swoje stanowisko Komendanta Krajowego Wolnych Strzelców i Partyzantów. 14 lipca 1944 wydał dekret nakazujący bojownikom FFI wywodzących się z FTP umieszczanie na opaskach obok barw narodowych, skrótu FFI i krzyża lotaryńskiego skrótu FTP/FTPF/FN lub czapki wolności.
Po wyzwoleniu Francji pełnił urząd burmistrza Aubervilliers zostając następnie ponownie deputowanym do francuskiego parlamentu z departamentu Sekwana. W koalicyjnym Rządzie Tymczasowym otrzymał tekę ministra lotnictwa, a następnie ministra uzbrojenia, zaś w okresie IV Republiki przez krótki okres wchodził w skład rządu jako minister odbudowy i urbanistyki, do 1955 pozostając deputowanym. W 1952 stanął po stronie wykluczonego z partii André Marty’ego, przez co stracił wszystkie stanowiska w PCF. Nie został jednak wówczas z niej wyrzucony, do czego doszło dopiero w 1970, kiedy potępił oficjalne stanowisko partii wobec Praskiej Wiosny. W 1975 przeszedł na emeryturę; od końca wojny zajmował się także spisywaniem wspomnień z okresu okupacji. Po śmierci Charles Tillon został pochowany na wojskowym cmentarzu w Rennes.

## Życie prywatne
Jego pierwszą żoną była Marie-Louise "Colette" Camaillat (1909-1947), z którą miał dwóch synów: Claude’a (ur. 1928) i Jacques’a (ur. 1942). Cztery lata po jej śmierci ożenił się ponownie z Raymonde Barbé, ze związku z nią urodziły się dwie córki: Itea (ur. 1950) i Nadia (ur. 1952).

## Odznaczenia
- Komandor Orderu Narodowego Legii Honorowej – 31 grudnia 1992[8]
- Oficer Orderu Narodowego Legii Honorowej – 20 czerwca 1982[8]
- Medal Francuskiego Oporu z Rozetą[9]
- Medal Wolności (Stany Zjednoczone)[9]

## Publikacje
- Les F.T.P., témoignage pour servir à l'histoire de la Résistance, 1962
- La révolte vient de loin, 1969.
- Un " procès de Moscou " à Paris, 1971.
- On chantait rouge, 1977.
- Le laboureur et la République, 1983.
- Les F. T. P. soldats sans uniforme, 1991.